# Volta a Cataluña 2008
La 88ª edición de la Volta a Cataluña, disputada en 2008 entre el 19 al 25 de mayo, estuvo dividida en seis etapas y un prólogo, por un total de 1.024 km. 
Esta edición se caracteriza por no tener ninguna etapa con final en alto, a diferencia de la edición de  2007 que fue muy montañosa.
Esto hizo que hasta la última etapa la lucha por la victoria final estuviera muy abierta, con una gran cantidad de ciclistas separados por escasas diferencias.
Finalmente el vencedor fue el ciclista español Gustavo César Veloso del equipo Karpin Galicia, que superó en 16" al colombiano Rigoberto Urán.

## Etapas
| Etapa    | Fecha      | Recorrido                        | Km           | Vencedor de etapa  | Líder de la clasificación general |
| Pròleg   | 19 de mayo | Lloret de Mar - Lloret de Mar    | 3,7 km (CRI) | Thor Hushovd       | Thor Hushovd                      |
| 1a etapa | 20 de mayo | Riudellots de la Selva - Bañolas | 167,8 km     | Thor Hushovd       | Thor Hushovd                      |
| 2a etapa | 21 de mayo | Bañolas - Seo de Urgel           | 191,9 km     | Cyril Dessel       | Cyril Dessel                      |
| 3a etapa | 22 de mayo | Seo de Urgel - Ascó              | 217,2 km     | Pierrick Fédrigo   | Rémi Pauriol                      |
| 4a etapa | 23 de mayo | Ascó - Vendrell                  | 163,5 km     | Sylvain Chavanel   | Rémi Pauriol                      |
| 5a etapa | 24 de mayo | Vendrell - Pallejá               | 163,9 km     | Francesco Chicchi  | Rémi Pauriol                      |
| 6a etapa | 25 de mayo | Pallejá - Barcelona              | 124 km       | José Luis Carrasco | Gustavo César Veloso              |

### Prólogo
19 de mayo de 2008. Lloret de Mar - Lloret de Mar, 3,7 km (CRI)
|   | Ciclista             | Equip            | Temps  |
| - | -------------------- | ---------------- | ------ |
| 1 | Thor Hushovd         | Crédit Agricole  | 4' 37" |
| 2 | George Hincapie      | Team High Road   | + 6"   |
| 3 | Iván Gutiérrez       | Caisse d'Epargne | + 7"   |
| 4 | Thomas Lövkvist      | Team High Road   | m. t.  |
| 5 | Gustavo César Veloso | Karpin Galicia   | m. t.  |

|   | Ciclista             | Equipo           | Tiempo |
| - | -------------------- | ---------------- | ------ |
| 1 | Thor Hushovd         | Crédit Agricole  | 4' 37" |
| 2 | George Hincapie      | Team High Road   | + 6"   |
| 3 | Iván Gutiérrez       | Caisse d'Epargne | + 7"   |
| 4 | Thomas Lövkvist      | Team High Road   | m. t.  |
| 5 | Gustavo César Veloso | Karpin Galicia   | m. t.  |

### Etapa 1
20 de mayo de 2008. Riudellots de la Selva - Bañolas, 167,8 km
|   | Ciclista       | Equipo            | Tiempo    |
| - | -------------- | ----------------- | --------- |
| 1 | Thor Hushovd   | Crédit Agricole   | 4h 7' 35" |
| 2 | Bernhard Eisel | Team High Road    | m. t.     |
| 3 | Leonardo Duque | Cofidis           | m. t.     |
| 4 | Markus Zberg   | Team Gerolsteiner | m. t.     |
| 5 | Mark Renshaw   | Crédit Agricole   | m. t.     |

|   | Ciclista        | Equipo           | Tiempo     |
| - | --------------- | ---------------- | ---------- |
| 1 | Thor Hushovd    | Crédit Agricole  | 4h 12' 02" |
| 2 | Leonardo Duque  | Cofidis          | +14"       |
| 3 | George Hincapie | Team High Road   | + 16"      |
| 4 | Iván Gutiérrez  | Caisse d'Epargne | + 17"      |
| 5 | Thomas Lövkvist | Team High Road   | + 17"      |

### Etapa 2
21 de mayo de 2008. Bañolas - Seo de Urgel, 191,9 km
|   | Ciclista        | Equipo              | Tiempo     |
| - | --------------- | ------------------- | ---------- |
| 1 | Cyril Dessel    | Ag2r-La Mondiale    | 5h 10' 30" |
| 2 | Janez Brajkovič | Astana              | + 34"      |
| 3 | Rémi Pauriol    | Crédit Agricole     | + 34"      |
| 4 | Josep Jufré     | Saunier Duval-Scott | + 34"      |
| 5 | Rigoberto Urán  | Caisse d'Epargne    | + 34"      |

|   | Ciclista        | Equipo            | Tiempo     |
| - | --------------- | ----------------- | ---------- |
| 1 | Cyril Dessel    | Ag2r-La Mondiale  | 9h 23' 03" |
| 2 | Rémi Pauriol    | Crédit Agricole   | + 18"      |
| 3 | Haimar Zubeldia | Euskaltel-Euskadi | + 25"      |
| 4 | Janez Brajkovič | Astana            | + 26"      |
| 5 | Rigoberto Urán  | Caisse d'Epargne  | + 29"      |

### Etapa 3
22 de mayo de 2008. Seo de Urgel - Ascó "La Vostra Energia", 217,2 km
|   | Ciclista             | Equipo             | Tiempo     |
| - | -------------------- | ------------------ | ---------- |
| 1 | Pierrick Fédrigo     | Bouygues Télécom   | 5h 06' 01" |
| 2 | Aleksandr Bocharov   | Crédit Agricole    | m. t.      |
| 3 | Gustavo César Veloso | Karpin Galicia     | m. t.      |
| 4 | Jelle Vanendert      | Française des Jeux | m. t.      |
| 5 | Daniel Navarro       | Astana             | m. t.      |

|   | Ciclista         | Equipo            | Tiempo      |
| - | ---------------- | ----------------- | ----------- |
| 1 | Rémi Pauriol     | Crédit Agricole   | 14h 29' 33" |
| 2 | Haimar Zubeldia  | Euskaltel-Euskadi | + 7"        |
| 3 | Janez Brajkovič  | Astana            | + 8"        |
| 4 | Pierrick Fédrigo | Bouygues Télécom  | + 10"       |
| 5 | Rigoberto Urán   | Caisse d'Epargne  | + 11"       |

### Etapa 4
23 de mayo de 2008. Ascó "La Vostra Energia" - Vendrell, 163,5 km
|   | Ciclista         | Equipo           | Tiempo     |
| - | ---------------- | ---------------- | ---------- |
| 1 | Sylvain Chavanel | Cofidis          | 3h 52' 15" |
| 2 | Thor Hushovd     | Crédit Agricole  | + 2' 32"   |
| 3 | Bernhard Eisel   | Team High Road   | m. t.      |
| 4 | Markus Zberg     | Gerolsteiner     | m. t.      |
| 5 | Anthony Geslin   | Bouygues Télécom | m. t.      |

|   | Ciclista             | Equipo              | Tiempo      |
| - | -------------------- | ------------------- | ----------- |
| 1 | Rémi Pauriol         | Crédit Agricole     | 18h 24' 25" |
| 2 | Josep Jufré          | Saunier Duval-Scott | + 2"        |
| 3 | Haimar Zubeldia      | Euskaltel-Euskadi   | + 7"        |
| 4 | Janez Brajkovič      | Astana              | + 8"        |
| 5 | Gustavo César Veloso | Karpin Galicia      | m. t.       |

### Etapa 5
24 de mayo de 2008. Vendrell - Pallejá, 163,9 km
|   | Ciclista          | Equipo          | Tiempo     |
| - | ----------------- | --------------- | ---------- |
| 1 | Francesco Chicchi | Liquigas        | 3h 44' 17" |
| 2 | Leonardo Duque    | Cofidis         | m. t.      |
| 3 | Markus Zberg      | Gerolsteiner    | m. t.      |
| 4 | Mark Renshaw      | Crédit Agricole | m. t.      |
| 5 | Mikel Gaztañaga   | Agritubel       | m. t.      |

|   | Ciclista             | Equipo              | Tiempo      |
| - | -------------------- | ------------------- | ----------- |
| 1 | Rémi Pauriol         | Crédit Agricole     | 22h 08' 42" |
| 2 | Josep Jufré          | Saunier Duval-Scott | + 2"        |
| 3 | Haimar Zubeldia      | Euskaltel-Euskadi   | + 7"        |
| 4 | Janez Brajkovič      | Astana              | + 8"        |
| 5 | Gustavo César Veloso | Karpin Galicia      | m. t.       |

### Etapa 6
25 de mayo de 2008. Pallejá - Barcelona, 106,2 km
|   | Ciclista | Equipo              | Tiempo      |
| - | --- | ------------------- | ----------- |
| 1 | José Luis Carrasco | Andalucía-Cajasur   | 2h 20' 38"  |
| 2 | Gustavo César Veloso | Karpin Galicia      | m. t.       |
| 3 | Francisco Ventoso | Andalucía-Cajasur   | + 7"        |
| 4 | Aleksandr Kuschynski | Liquigas            | m. t.       |
| 5 | Eduardo Gonzalo | Agritubel           | m. t.       |
|   | \| \| Ciclista \| Equipo \| Tiempo \| \| - \| -------------------- \| ------------------- \| ----------- \| \| 1 \| Gustavo César Veloso \| Karpin Galicia \| 24h 29' 22" \| \| 2 \| Rigoberto Urán \| Caisse d'Epargne \| + 16" \| \| 3 \| Rémi Pauriol \| Crédit Agricole \| + 21" \| \| 4 \| Josep Jufré \| Saunier Duval-Scott \| + 21" \| \| 5 \| Daniel Navarro \| Astana \| + 23" \| |                     |             |
|   | Ciclista | Equipo              | Tiempo      |
| 1 | Gustavo César Veloso | Karpin Galicia      | 24h 29' 22" |
| 2 | Rigoberto Urán | Caisse d'Epargne    | + 16"       |
| 3 | Rémi Pauriol | Crédit Agricole     | + 21"       |
| 4 | Josep Jufré | Saunier Duval-Scott | + 21"       |
| 5 | Daniel Navarro | Astana              | + 23"       |

## Clasificaciones finales

### Clasificación general
| Posición | Ciclista             | Equipo              | Tiempo      |
| -------- | -------------------- | ------------------- | ----------- |
|          | Gustavo César Veloso | Karpin Galicia      | 24h 29' 22" |
| 2        | Rigoberto Urán       | Caisse d'Epargne    | + 16"       |
| 3        | Rémi Pauriol         | Crédit Agricole     | + 21"       |
| 4        | Josep Jufré          | Saunier Duval-Scott | + 21"       |
| 5        | Daniel Navarro       | Astana              | + 23"       |
| 6        | Haimar Zubeldia      | Euskaltel-Euskadi   | + 28"       |
| 7        | Janez Brajkovič      | Astana              | + 29"       |
| 8        | Pierrick Fédrigo     | Bouygues Telecom    | + 31"       |
| 9        | Thomas Lövkvist      | High Road           | + 34"       |
| 10       | Gorka Verdugo        | Euskaltel-Euskadi   | + 34"       |

|   | Ciclista                | Equip               | Punts |
| - | ----------------------- | ------------------- | ----- |
| 1 | Christophe Moreau       | Agritubel           | 68    |
| 2 | Christophe Riblon       | AG2R La Mondiale    | 46    |
| 3 | Francisco José Martínez | Andalucía - Cajasur | 42    |

|   | Ciclista             | Equipo          | Puntos |
| - | -------------------- | --------------- | ------ |
| 1 | Thor Hushovd         | Crédit Agricole | 79     |
| 2 | Gustavo César Veloso | Karpin Galicia  | 48     |
| 3 | Leonardo Duque       | Cofidis         | 46     |

|   | Ciclista         | Equipo              | Puntos |
| - | ---------------- | ------------------- | ------ |
| 1 | Manuel Quinziato | Liquigas            | 12     |
| 2 | Josep Jufré      | Saunier Duval-Scott | 7      |
| 3 | Jérôme Coppel    | Française des Jeux  | 5      |

|   | Equip               | Temps       |
| - | ------------------- | ----------- |
| 1 | Team Astana         | 73h 29' 57" |
| 2 | Saunier Duval-Scott | + 21"       |
| 3 | Française des Jeux  | + 1' 43"    |

## Progreso de las clasificaciones
| Etapa (Vencedor)             | Clasificación general | Clasificación de la montaña | Clasificación por puntos | Clasificación de los esprints | Clasificación por equipos |
| ---------------------------- | --------------------- | --------------------------- | ------------------------ | ----------------------------- | ------------------------- |
| Pròleg (CRI) (Thor Hushovd)  | Thor Hushovd          | no hay                      | Thor Hushovd             | no hay                        | Crédit Agricole           |
| Etapa 1 (Thor Hushovd)       | Thor Hushovd          | Dario Cioni                 | Thor Hushovd             | Freddy Bichot                 | Crédit Agricole           |
| Etapa 2 (Cyril Dessel)       | Cyril Dessel          | Christophe Moreau           | Thor Hushovd             | Freddy Bichot                 | Ag2r-La Mondiale          |
| Etapa 3 (Pierrick Fédrigo)   | Rémi Pauriol          | Christophe Moreau           | Thor Hushovd             | Freddy Bichot                 | Astana                    |
| Etapa 4 (Sylvain Chavanel)   | Rémi Pauriol          | Christophe Moreau           | Thor Hushovd             | Sylvain Chavanel              | Astana                    |
| Etapa 5 (Francesco Chicchi)  | Rémi Pauriol          | Christophe Moreau           | Thor Hushovd             | Manuel Quinziato              | Astana                    |
| Etapa 6 (José Luis Carrasco) | Gustavo César Veloso  | Christophe Moreau           | Thor Hushovd             | Manuel Quinziato              | Astana                    |
| Final                        | Gustavo César Veloso  | Christophe Moreau           | Thor Hushovd             | Manuel Quinziato              | Astana                    |

## Clasificación individual de la UCI ProTour 2008 después de esta carrera
| Posició | Ciclista           | Equip             | Punts |
| ------- | ------------------ | ----------------- | ----- |
| 1       | Damiano Cunego     | Lampre            | 73    |
| 2       | André Greipel      | High Road         | 62    |
| 3       | Alberto Contador   | Astana            | 58    |
| 4       | Thomas Dekker      | Rabobank          | 54    |
| 5       | Andreas Klöden     | Astana            | 53    |
| 6       | Stijn Devolder     | Quick Step        | 50    |
| 7       | José Joaquín Rojas | Caisse d'Epargne  | 45    |
| 8       | Mikel Astarloza    | Euskaltel-Euskadi | 45    |
| 9       | Cadel Evans        | Silence-Lotto     | 42    |
| 10      | Óscar Freire       | Rabobank          | 40    |
| 11      | Rigoberto Urán     | Caisse d'Epargne  | 40    |
| 12      | Roman Kreuziger    | Liquigas          | 40    |
| 13      | Nick Nuyens        | Cofidis           | 40    |